# Vog (Einheit)
Das Vog, auch mit (der) Wage, (der) Waage und (die) Waag  oder Wog bezeichnet, war ein altes Gewichtsmaß. Es galt in Russland, Norwegen und Dänemark.
Man rechnete beim Tabak-, Hanf- und Fischhandel (Stockfisch) mit diesem Maß.
In Dänemark wurden auch Federn und Talg damit gewogen und es galt das norwegische Gewichtsmaß.
In Russland war das Gewicht um 1/6 leichter als das norwegische und es galt:
- 1 Vog = 30 Pfund

In Norwegen galt:
- 1 Vog = 36 Pfund = 17,979 Grammes[3]
- 1 Vog = 3 Bismar/Bismer-Pfund = 36 Pfund = 18 Kilogramm[4]
- 1 Schiffslast (mit Stockfisch) = 70 Vog = 2520 Pfund[5]